# Dischisma
Dischisma, biljni rod iz porodice Scrophulariaceae (strupnikovke), dio je tribusa Limoselleae, potporodica Scrophularioideae. 
Postoji 11 priznatih vrsta iz Južne Afrike. Tipična vrsta je jednogodišnja biljka Dischisma capitatum. Jedna je vrsta ugrožena, 	D. squarrosum, a jedna je poznata samo iz zbirke tipova koju je izradio Wallich 1842., D. fruticosum.

## Etimologija
Dolazi od grčkog za "duplo" i "noga"; odnosi se na odvojene kaudikule dviju peludnih masa. 

## Opis
Grmlje, ili zeljasto bilje, jednogodišnja ili višegodišnja; biljke bez bazalne ili terminalne koncentracije lišća; do 0,2 m visine. Helofiti, ili mezofiti, ili kserofiti. Listovi mali do srednje veliki; alternativni, ili alternativni i suprotni (tada najniži suprotni). Listne plojke cijele; linearne, ili obrnuto jajolike, ili duguljaste; perasto žilaste. Zrele lisne plojke adaksijalno gole ili dlakave; abaksialno goli, ili dlakavi. Listovi bez stipula. Rubovi lisne plojke cjeloviti ili nazubljeni. Lišće bez postojanog bazalnog meristema. 

### Anatomija lista
Hidatode prisutne (povremeno) ili ih nema. Dlačice prisutne ili odsutne; žljezdane dlake odsutne. 

### Anatomija stabljike
Sekundarno zadebljanje koje se razvija iz konvencionalnog kambijalnog prstena.

## Reproduktivni tip, oprašivanje.
Plodni cvjetovi hermafroditi. Nema jednospolnih cvjetova. Entomofilija.

## Vrste
1. Dischisma arenarium E.Mey.
2. Dischisma capitatum (Thunb.) Choisy
3. Dischisma ciliatum (P.J.Bergius) Choisy
4. Dischisma clandestinum E.Mey.
5. Dischisma crassum Rolfe
6. Dischisma fruticosum (L.f.) Rolfe
7. Dischisma leptostachyum E.Mey.
8. Dischisma spicatum (Thunb.) Choisy
9. Dischisma squarrosum Schltr.
10. Dischisma struthioloides Killick
11. Dischisma tomentosum Schltr.